# El juglar y la reina
El juglar y la reina es una serie de Televisión española, con guiones de Ricardo López Aranda, emitida en la temporada 1978-1979.

## Sinopsis
Con episodios independientes entre sí, en los que varía la dirección y el reparto,  la serie cuenta como hilo conductor la recreación, de manera dramatizada, de acontecimientos históricos acaecidos en los distintos reinos que existieron en  la península ibérica entre los siglos XIII y XVII.

## Análisis
Estrenada tan solo tres años después del inicio del reinado de Juan Carlos I y poco antes del referéndum de aprobación de la Constitución española, se ha querido encontrar en esta serie un canal de transmisión a los españoles del momento del peso e importancia de la monarquía en el devenir histórico del país así como una forma de mostrar el patrimonio histórico común a todos los españoles.

## Lista de episodios
A continuación, el listado de episodios, con expresión del título, fecha de emisión, director y época en la que se desarrolla la acción:
| - Los hijos del sol - Antonio José Betancor - 20 de octubre de 1978 - Bettina Bosé - Alejandro de Enciso - Joaquín Hinojosa - Zulema Katz - Carlos Otero - Mario Pardo - Miguel Pedregosa - Quique San Francisco - Manuel Sierra - Tallado en humo - 27 de octubre de 1978 - Roberto Fandiño (siglo XV) - Juan Pedro Ariza ... Muchacho - Osvaldo Casado ... Fernando - Maribel Martín... Isabel - Eusebio Poncela... Enrique IV - Validos no quiero más - 21 de noviembre de 1978 (siglo XV) - Teresa Blanco ... Juana Pimentel - Frank Braña ... Don Juan - Antonio Durán ... Don Álvaro de Luna - Adolfo Thous ... Fraile - El rey monje - 31 de octubre de 1978 - Fernando Méndez Leite - Héctor Alterio - Massiel - Primitivo Rojas - Concha de Leza - Aurora Pastor - Walter Vidarte - La dama de blanco - 9 de enero de 1979 - William Layton - Virginia Mataix - Yelena Samarina - Laura Torres - Amor más poderoso que la muerte - 7 de noviembre de 1978 (siglo XIV) - Blaki ... Ciego - Juana Jiménez ... Dueña - Maribel Martín ... Inés de Castro - Julián Mateos ... Don Pedro - Amparo Pamplona ... Doña Blanca - Manuel Pereiro ... Rey de Portugal | - El enigma de don Carlos - 14 de noviembre de 1978 - Enrique Brasó (siglo XVI) - Manuel Alexandre - Emma Cohen - Conchita Goyanes - Juan Ribó - Pedro Mari Sánchez - José Vivó - La hechizada - 28 de noviembre de 1978 - Jaime Chávarri - Joaquín Hinojosa - Mercedes Juste - Maribel Martín - Margarita Mas - Luis Suárez - Eduardo Sánchez Torell - Flora María Álvaro - La envenenadora - 5 de diciembre de 1978 - Cipe Lincovsky - Antonio Ramis - Vicente Vega - Raquel de Toledo - 19 de diciembre de 1978 - Fernando Chinarro ... Condesable - Lone Fleming ... Doña Leonor - Ángel Menéndez ... Arzobispo - Nadia Morales ... Raquel - Pedro Mari Sánchez ... Alfonso - Herminia Tejela ... Dueña - Boabdil, el Grande - 26 de diciembre de 1978 - Antonio José Betancor (siglo XV) - Paco Catalá - Emilio Linder - Ana Lázaro - Maribel Martín - Julián Mateos - La leyenda del Conde Niño - 2 de enero de 1979 - Roberto Fandiño - Inma de Santis - Ismael - Helga Liné - Pedro Mari Sánchez - Malferida iba la garza - 16 de enero de 1979 - Roberto Fandiño - Charly Bravo - Claudia Gravy - Fernando Sotuela |